# Comuna Tali
Tali este o  fostă comună (vald) din Comitatul Pärnu, Estonia. Cele 9 localități (sate) componente au fost integrate în 2005 comunei Saarde.